# Gare d'Édimbourg-Gateway
Édimbourg-Gateway (en : Edinburgh Gateway station) est une gare ferroviaire écossaise exploitée par ScotRail et située à Édimbourg dans le quartier de Gogar. 
Inaugurée le 11 décembre 2016 , elle assure la correspondance entre les trains régionaux et le tramway d'Édimbourg et permet la desserte ferroviaire de l'aéroport d'Édimbourg .